# Elizabeth Douglas Van Buren

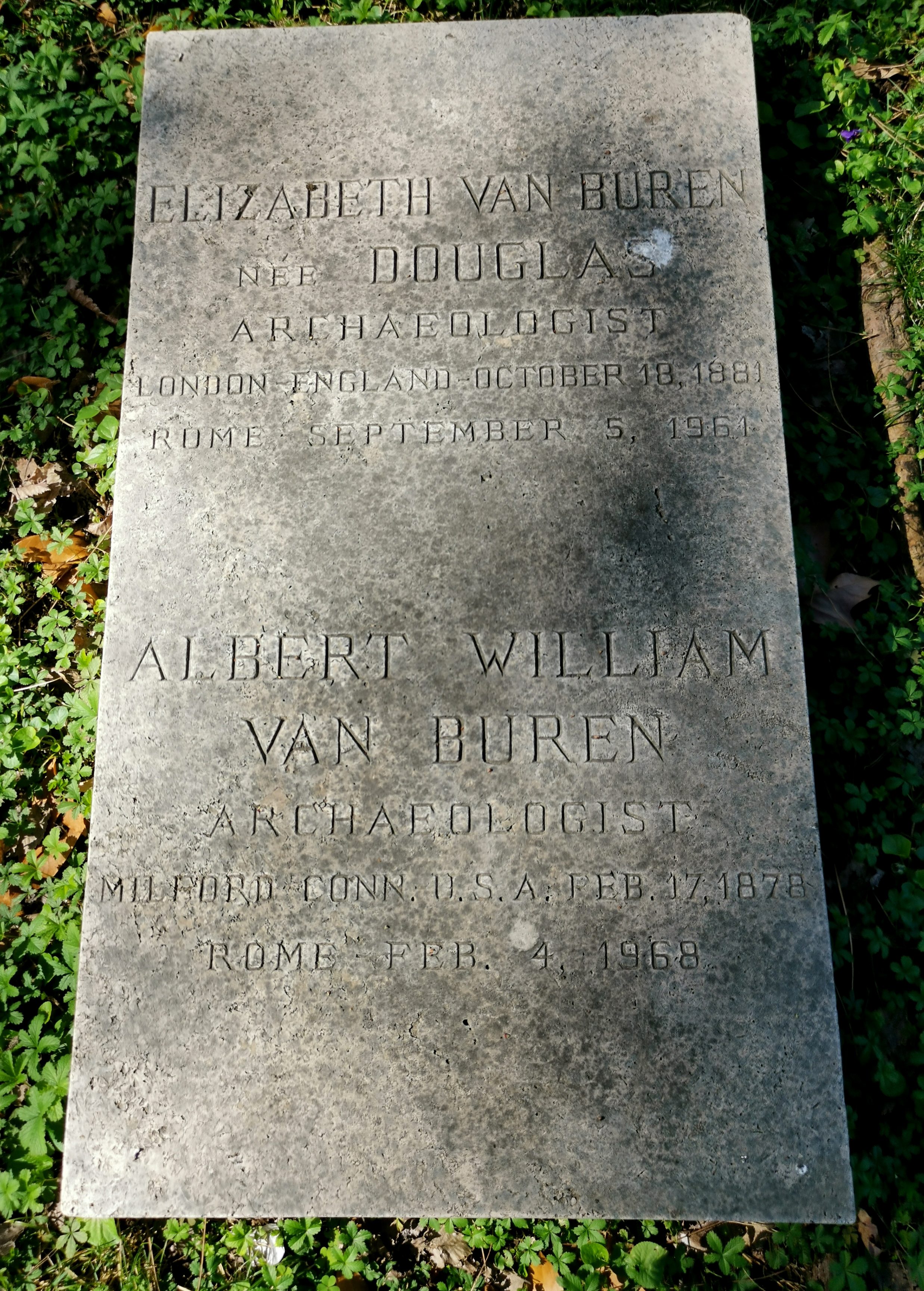
Grab der Eheleute auf dem Nichtkatholischen (Protestantischen) Friedhof Rom

Elizabeth Douglas Van Buren (Geburtsname Elizabeth Mary Douglas; * 18. Oktober 1881 in London; † 5. September 1961 in Rom) war eine britische Klassische und Vorderasiatische Archäologin.
Elizabeth Douglas wuchs in Linden Gardens, dem Londoner Wohnhaus ihrer Großmutter auf. Nach einem Studienaufenthalt in Rom von 1909 bis 1911, wo sie Mitglied der British School at Rome war, studierte sie von 1911 bis 1912 Kunstgeschichte und Archäologie am Girton College. Ab 1912 lebte sie wiederum in Rom und heiratete dort am 19. August 1914 den Archäologen Albert William Van Buren (1878–1968), der seit 1908 an der American School of Classical Studies tätig war (der späteren American Academy in Rome).
Elizabeth Van Buren beschäftigte sich zunächst insbesondere mit antiken Terrakotten, die als Verkleidung archaischer Gebäude in Italien und Griechenland Verwendung fanden. Später wandte sie sich mehr der figürlichen Kunst Mesopotamiens als Forschungsschwerpunkt zu. Ab 1933 war sie korrespondierendes Mitglied des Deutschen Archäologischen Instituts und außerdem gewähltes Mitglied der Society for the Promotion of Hellenic Studies.

## Schriften (Auswahl)
- Figurative Terra-cotta Revetments in Etruria and Latium in the VI. and V. Centuries B.C. London 1921 Volltext.
- Archaic fictile revetments in Sicily and Magna Graecia. New York 1923 Volltext.
- Greek Fictile Revetments in the Archaic Period. London 1926.
- Clay Figurines of Babylonia and Assyria. New Haven/Oxford 1931 (Yale Oriental Researches 26).
- Foundation Figurines and Offerings. Berlin 1931 Volltext (PDF; 10,9 MB).
- The Flowing Vase and the God with Streams. Berlin 1933.
- The Fauna of Ancient Mesopotamia as Represented in Art. Rom 1939.
- The Rosette in Mesopotamian Art. In: Zeitschrift für Assyriologie. 45, 1939, S. 99–107.
- The Cylinder Seals of the Pontifical Biblical Institute. Rom 1940 (Analecta Orientalia 21).
- Symbols of the Gods in Mesopotamian Art. Rom 1945.
- The Dragon in Ancient Mesopotamia. In: Orientalia. 15, 1946, S. 1–45.